# Huahine

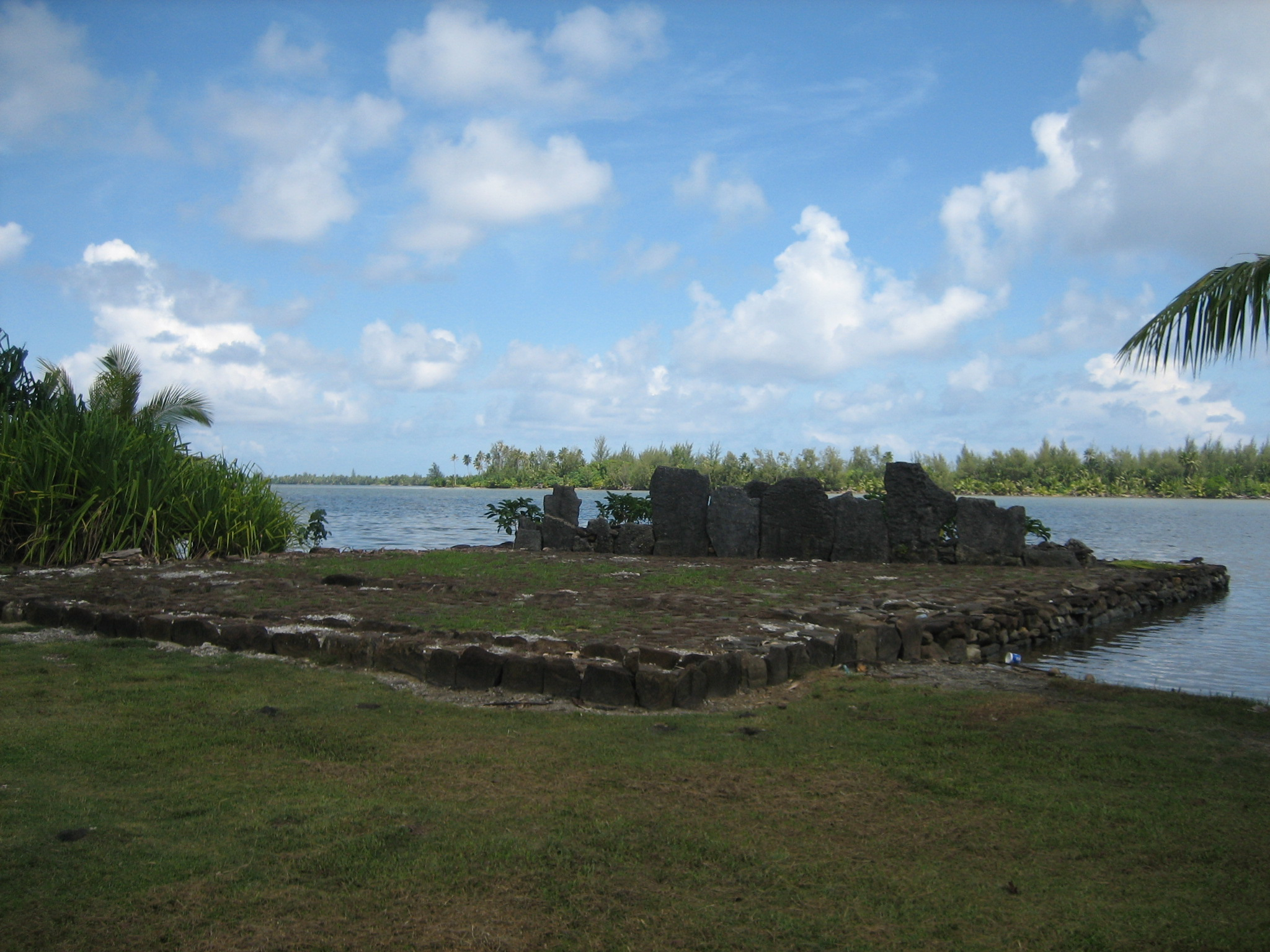
Een oud Polynesisch altaar, op Huahine

Huahine is een atol gelegen in de Stille Oceaan. Het eiland behoort samen met acht andere eilanden tot de Benedenwindse Eilanden van Frans-Polynesië.
Het eiland bestaat uit een uitgedoofde vulkaan, de 669 meter hoge Mont Turi, en een door een rif omgeven lagune.
In het jaar 2002 telde het eiland 5.757 inwoners. In 2012 was dit aantal toegenomen tot 6.303.
De economie is grotendeels afhankelijk van de verbouw van vanille en kokosnoten.
Bovenwindse Eilanden:
Maiao ·
Mehetia ·
Moorea ·
Tahiti ·
Tetiaroa
Benedenwindse Eilanden:
Bora Bora ·
Huahine ·
Manuae ·
Maupihaa ·
Maupiti ·
Motu One ·
Raiatea ·
Tahaa ·
Tupai